# Jonathan Bamba
Jonathan Bamba (ur. 26 marca 1996 w Alfortville) – iworyjski piłkarz francuskiego pochodzenia występujący na pozycji napastnika w hiszpańskim klubie Celta Vigo oraz reprezentacji Wybrzeża Kości Słoniowej. Wychowanek AS Saint-Étienne, w swojej karierze grał także w Paris FC.

## Sukcesy

### Klubowe
Lille OSC
- Mistrzostwo Francji (1x): 2020/2021
- Superpuchar Francji (1x): 2021/2022

## Statystyki kariery
(aktualne na dzień 1 lipca 2023)
| Klub                  | Sezon              | Liga               | Liga  | Liga   | Puchar kraju | Puchar kraju | Puchar ligi | Puchar ligi | Europa | Europa | Suma  | Suma   |
| Klub                  | Sezon              | Liga               | Mecze | Bramki | Mecze        | Bramki       | Mecze       | Bramki      | Mecze  | Bramki | Mecze | Bramki |
| --------------------- | ------------------ | ------------------ | ----- | ------ | ------------ | ------------ | ----------- | ----------- | ------ | ------ | ----- | ------ |
| AS Saint-Étienne      | 2014/15            | Ligue 1            | 3     | 0      | 1            | 0            | 0           | 0           | 0      | 0      | 4     | 0      |
| AS Saint-Étienne      | 2015/16            | Ligue 1            | 5     | 1      | 1            | 0            | 1           | 0           | 4      | 0      | 11    | 1      |
| Paris FC (wyp.)       | 2015/16            | Ligue 2            | 14    | 0      | 0            | 0            | 0           | 0           | –      | –      | 14    | 0      |
| Sint-Truidense (wyp.) | 2016/17            | Eerste klasse      | 8     | 2      | 3            | 1            | –           | –           | –      | –      | 11    | 3      |
| Angers SCO (wyp.)     | 2016/17            | Ligue 1            | 16    | 3      | 4            | 0            | 0           | 0           | –      | –      | 20    | 3      |
| AS Saint-Étienne      | 2017/18            | Ligue 1            | 34    | 7      | 2            | 1            | 1           | 0           | –      | –      | 36    | 8      |
| Lille OSC             | 2018/19            | Ligue 1            | 38    | 13     | 3            | 1            | 0           | 0           | –      | –      | 41    | 14     |
| Lille OSC             | 2019/20            | Ligue 1            | 26    | 1      | 3            | 0            | 2           | 0           | 6      | 0      | 37    | 1      |
| Lille OSC             | 2020/21            | Ligue 1            | 38    | 6      | 2            | 0            | –           | –           | 8      | 1      | 48    | 7      |
| Lille OSC             | 2021/22            | Ligue 1            | 31    | 1      | 1            | 0            | –           | –           | 6      | 0      | 38    | 1      |
| Lille OSC             | 2022/23            | Ligue 1            | 34    | 6      | 1            | 0            | –           | –           | –      | –      | 35    | 6      |
| Ogólnie w karierze    | Ogólnie w karierze | Ogólnie w karierze | 247   | 40     | 21           | 3            | 4           | 0           | 24     | 1      | 295   | 44     |